# Sant Jaume de la Manresana
Sant Jaume és una església que va ser la parròquia del terme del castell de la Manresana, documentat des del 1066. L'església és al mig del nucli de la Manresana, que forma un sol nucli urbà amb Sant Ramon.
L'actual església es va construir l'any 1742, tal com indica una placa de pedra ubicada a la façana principal, damunt de la porta d'accés, tot i que conserva a la part baixa dels murs nord i est restes de l'antiga església romànica. En concret a la part baixa del mur nord i el mur absidal fins a una alçada d'uns dos metres. Això ens permet deduir que originàriament era un edifici d'una sola nau, potser coberta amb volta de canó, amb un absis semicircular aixecat sobre un alt sòcol.
Pel que fa a l'església conservada actualment, data del segle xviii, està realitzada amb paredat, exceptuant els extrems de l'edifici, amb absis recte i coberta a dues aigües.
A la façana principal hi ha la porta d'accés amb llinda superior i brancals decorats i amb la presència a la part superior d'una placa ovalada adossada amb una altra de quadrada, on apareix una inscripció, molt malmesa a causa de l'erosió, on es pot llegir l'any de construcció de l'edifici, l'any 1742. Per damunt, hi ha una fornícula en forma de petxina a la part superior on al seu interior hi ha una imatge romànica del patró de l'església, Sant Jaume, molt malmès a causa de l'erosió de la pedra. Finalment, a la part superior de la façana s'obra una rosassa per il·luminar l'interior del temple.
Adossat a la dreta de la façana principal, hi ha situat el campanar de torre de base quadrangular, amb la presència als cantells de la part superior d'un rebaix que comporta una estructura octogonal, amb la presència de quatre obertures amb arc de mig punt rebaixat per les campanes, coronat per una balustrada superior realitzada amb maó.